# Мауэр-Ружаньская, Рената
Рена́та Малгожа́та Ма́уэр-Ружа́ньская (пол. Renata Małgorzata Mauer-Różańska; 23 апреля 1969, Насельск, Польша) — польская спортсменка-стрелок из винтовки. Двукратная олимпийская чемпионка в стрельбе из винтовки, Трёхкратный призёр чемпионатов мира по стрельбе.

## Биография
Первые шаги в профессиональном спорте Рената Мауэр начала делать в польском городе Вроцлав. В 1990 году на чемпионате мира по стрельбе в Москве Мауэр завоевала серебряную медаль в соревнованиях юниоров. В том же году Мауэр попала в автомобильную аварию и ей пришлось пройти долгую шестимесячную реабилитацию, чтобы вновь принимать участие в соревнованиях.
В 1992 году состоялся дебют польской спортсменки на летних Олимпийских играх. Мауэр приняла участие в двух дисциплинах стрелковой программы. Результаты оказались не самыми лучшими и Мауэр не смогла выйти в финал ни в одной из дисциплин. В стрельбе из пневматической винтовки с 10 метров она заняла 17-е место, а в стрельбе с 50 метров из трёх положений стала 14-й. В 1994 году на чемпионате мира в Милане Мауэр завоевала бронзовую медаль.
Летние Олимпийские игры 1996 года стали самыми успешными в карьере Ренаты. В соревнованиях по стрельбе из пневматической винтовки с 10 метров Мауэр смогла выйти в финал со вторым результатом, отставая от немки Петры Хорнебер на 2 очка. После девяти попыток финального раунда Рената продолжала идти на втором месте, сократив отставание от немки до 1,7 балла. В последнем выстреле Хорнебер не смогла справиться с эмоциями и сорвала выстрел, набрав лишь 8,8 балла. Мауэр в последней попытки смогла набрать 10,7 очка и опередила немку на 0,2 балла и стала олимпийской чемпионкой. Спустя всего 4 дня польская спортсменка завоевала ещё одну медаль игр, став бронзовой призёркой в соревнованиях по стрельбе из трёх положений, хотя после квалификации Мауэр шла на первом месте, опережая ближайшую преследовательницу на 2 очка. В том же году Мауэр была признана лучшей спортсменкой года в Польше. В 1998 году на чемпионате мира в Барселоне Рената добавила очередную медаль в свою коллекцию, став серебряным призёром.
На Олимпийских играх в Сиднее в 2000 году Мауэр не смогла защитить свой титул, добытый четыре года назад. В соревнованиях по стрельбе с 10 метров она не смогла даже попасть в финал, заняв лишь 15-е место. Но без медали игр Мауэр не осталась. В соревнованиях по стрельбе из винтовки с 50 метров из трёх положений Рената великолепно провела финальный раунд, опередив ближайшую преследовательницу россиянку Татьяну Голдобину на 3,5 балла. Таким образом Мауэр стала двукратной олимпийской чемпионкой, догнав по этому показателю другого известного польского стрелка Юзефа Запендзкого.
В 2004 году на летних Олимпийских играх в Афинах Мауэр не смогла попасть в финал ни в одной из дисциплин в которых участвовала. В стрельбе с 10 метров она стала 9-й, а в стрельбе из трёх положений 17-й. На Олимпийские игры в Пекине в 2008 году Мауэр не прошла отбор.

## Государственные награды
- Кавалер ордена Возрождения Польши — 1996
- Офицер ордена Возрождения Польши — 2000